# الرابطة ما بين الجهات لكرة القدم
 القسم الثاني وسط شرق

## نظام المنافسة
تصعد الفرق الثلاث الأولى من كل مجموعة إلى الرابطة الوطنية لكرة القدم هواة أما الفرق الثلاث الأخيرة من كل مجموعة فتهبط إلى الرابطة الجهوية الأولى لكرة القدم.

## وصلات خارجية
- الرابطة ما بين الجهات لكرة القدم